# Marco Claudio Tacito
Marco Claudio Tacito (in latino Marcus Claudius Tacitus; Interamna Nahars, 200 circa – Tyana, giugno 276) è stato un imperatore romano, al potere dal novembre 275 fino alla sua morte.

## Biografia
L'unica informazione certa sulla vita di Tacito antecedente alla sua ascesa al trono è il suo consolato nel 273, con Giulio Placidiano come collega. La Historia Augusta racconta che ricoprì diversi incarichi pubblici e che era imparentato con lo storico Tacito, ma queste informazioni sono ritenute inattendibili.
Nell'autunno 275, l'imperatore Aureliano cadde vittima di una congiura improvvisata. I suoi soldati, contrariati, non vollero che nessuno dei loro generali prendesse la porpora, né vi era un erede designato disponibile. L'esercito decise allora di chiedere al Senato romano di scegliere un nuovo imperatore, e la scelta cadde su Tacito, il quale, alla notizia della morte di Aureliano, ne aveva proposto la divinizzazione e si era poi ritirato nelle sue proprietà campane. Le fonti parlano di un interregno di sei mesi dopo la morte di Aureliano; gli storici ritengono che questa sia un'esagerazione, sebbene dovettero passare diverse settimane prima dell'elezione di Tacito.
Tacito ricevette l'acclamazione dell'esercito, poi si recò a Roma verso la fine del 275. Secondo una fonte aveva circa 75 anni all'epoca. Tra i suoi primi atti ufficiali vi fu la deificazione di Aureliano e la cattura e messa a morte di molti dei cospiratori coinvolti nel suo assassinio. È possibile che la sua politica fosse in qualche modo riconciliatoria verso il Senato. Proclamò sulle proprie monete la clementia temporum, non assunse il titolo di deus et dominus natus assunto da Aureliano e non coniò alcuna moneta in onore della divinità solare favorita dal suo predecessore, il Sol Invictus, che pure compare raffigurato in quelle dedicate alla Providentia Deorum; al contrario alcune sue monete recano il digramma SC, relativo alla coniazione controllata dal Senato, mentre altre sono dedicate al genivs senatvs. Assunse i titoli di auctor verae libertatis e, sulle monete, di restitutor rei publicae.
Era probabilmente ancora a Roma all'inizio del 276, quando entrò in carica per il suo secondo consolato, ma dovette recarsi presto in Oriente, dove le popolazioni gote stavano saccheggiando il Ponto, la Galazia, la Cappadocia e la Cilicia. Tacito nominò il proprio fratellastro Marco Annio Floriano prefetto del pretorio e si recò assieme a lui in Oriente, vinse i ribelli e assunse il titolo di Gothicus maximus.
Dopo la vittoria, Tacito intendeva lasciare il suo prefetto in Oriente e tornare in Italia, probabilmente passando per la frontiera renana, dove si registravano alcune sommosse, ma, nel giugno 276, morì a Tyana. Secondo uno storico antico, fu assassinato per avvelenamento da personaggi coinvolti con la recente uccisione di un suo parente, il severo governatore della Siria, Massimino. Tacito non fu né divinizzato né colpito da damnatio memoriae.